# Cydonia (albedo)
Cydonia és una característica d'albedo a la superfície de Mart, localitzada amb el sistema de coordenades planetocèntriques a 39.67 ° latitud N i360 ° longitud E. El nom va ser aprovat per la UAI l'any 1958 i fa referència a Cidònia, ciutat de l'illa de Creta.